# Franz Brückner (Heimatforscher)
Franz Brückner (* 10. April 1896 in Dessau; † 16. Oktober 1982 ebenda) war ein deutscher Pädagoge und Heimatforscher in Dessau.

## Leben
Er wurde in einer Musikerfamilie geboren, sein Vater war Bassist am Herzoglichen Hoftheater und Organist der jüdischen Gemeinde Dessau.
Nach vier Jahren Vorschule – damals die Voraussetzung für den höheren Schulweg – besuchte Brückner das humanistische Dessauer Friedrichsgymnasium und bestand 1916 das Abitur. Ab 1917 war er als Soldat in einem Eisenbahn-Bataillon an der Westfront eingesetzt.
1919 verließ er den Armeedienst und immatrikulierte sich an der Philosophischen Fakultät der Universität Leipzig. 1922 legte Brückner sein Staatsexamen als Lehrer für Latein, Geschichte und Erdkunde ab und promovierte schon im Sommer desselben Jahres zum Dr. phil.
Ab Dezember 1923 arbeitete er als Referendar und Assessor an Schulen in Bernburg und Köthen, bevor er Ende 1929 zum Studienrat in seine Heimatstadt berufen wurde.
Das Ende des Zweiten Weltkrieges erlebte Brückner auf einem Gutshof bei Güsten, wo er in einer Notschule vier Klassen parallel unterrichtete.
Mit Kriegsende kehrte er in seine stark zerstörte Heimatstadt zurück, beteiligte sich schon im April 1945 an den Aufräumungsarbeiten des Philanthropinums im Palais Dietrich und wirkte dort in den folgenden Jahren als Lehrer für Latein und Geografie. Bis 1954 bekleidete er die Funktion des stellvertretenden Direktors. Franz Brückner verstarb am 16. Oktober 1982 hochgeachtet und geehrt in Dessau.

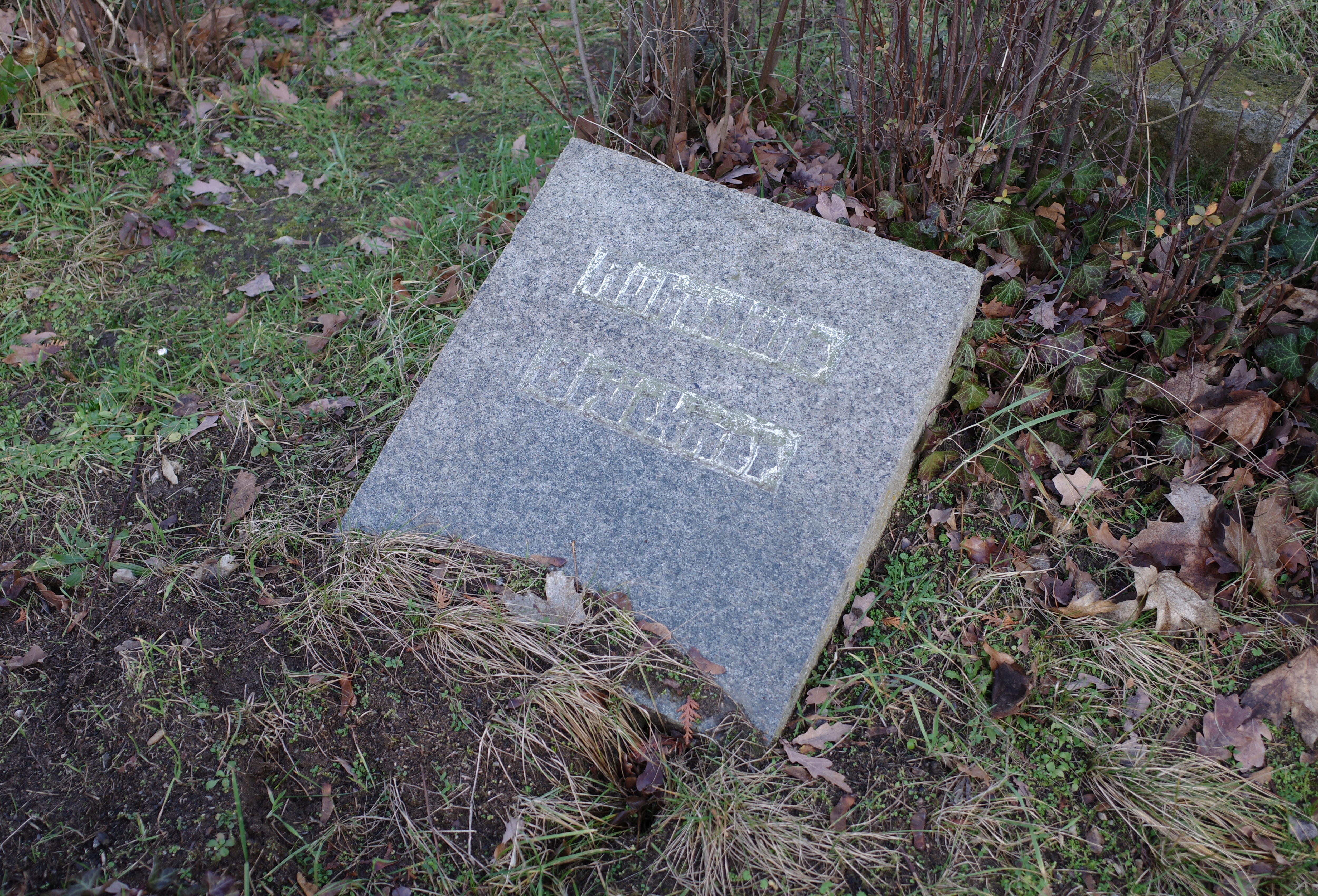
Ruhestätte in Dessau

## Forschungsarbeit
Bereits in den frühen zwanziger Jahren beschäftigte er sich mit ersten heimatkundlichen Forschungen; er erarbeitete Chroniken für das Dessauer Landschulheim Besenitz sowie die Gemeinden Reuden/Anhalt und Hinsdorf.
1961 mit Beginn seines Ruhestandes brach eine besonders produktive Zeit für Brückner an. Hatte er zuvor schon Studien im Landesarchiv Oranienbaum betrieben, begann er nun die umfangreichen Bestände des dort untergebrachten Zentralarchivs für die Geschichte Anhalts zu sichten und wissenschaftlich auszuwerten. So erarbeitete er detaillierte Häuserlisten aller Grundstücke der Dessauer Altstadt vom 16. bis 20. Jahrhundert.

## Das Häuserbuch
Aus diesem Fundus entwickelte er ab der ersten Hälfte der sechziger Jahre das "Häuserbuch der Stadt Dessau" – eine bundesweit einmalige Reihe stadtgeschichtlicher Forschung. In den 25 Bänden werden neben persönlichen Schicksalen einfacher Bürger und ihres Alltages auch Aspekte wirtschafts- und sozialgeschichtlicher Entwicklungen dargestellt.
Dafür wurde er 1981 mit dem Wilhelm-Müller-Kunstpreis der Stadt Dessau geehrt. Bis zu seinem Tod 1982 betreute Brückner persönlich die Herausgabe des "Häuserbuchs". Um die posthume Weiterführung seiner Forschungen zu wahren, wurde sein wissenschaftlicher Nachlass dem Stadtarchiv Dessau übergeben, das seit Ausgabe der Bände 11 bis 25 (1983 bis 1997) die Publikation ermöglichte. Auch die Erarbeitung des Registerbandes erfolgte vom Stadtarchiv, dieser wurde 2002 veröffentlicht. Dort ist bis heute Einsichtnahme und damit weitere Forschung zur Dessauer Stadtgeschichte möglich.